# Plataforma Intergovernamental en Biodiversitat i Serveis dels Ecosistemes
La Plataforma Intergovernamental en Biodiversitat i Serveis dels Ecosistemes o PIBSE (en anglès Intergovernmental Science-Policy Platform on Biodiversity and Ecosystem Services o IPBES) és un organisme intergovernamental independent, per enfortir la relació entre els àmbits científic i el legislatiu i polític sobre la biodiversitat i serveis dels ecosistemes per preservar-ne la seva conservació i fer-ne un ús sostenible, per tal d'assegurar un benestar humà i un desenvolupament sostenible a llarg termini. Es va establir a la Ciutat de Panamà, el 21 d'Abril 2012 per 94 governs.
Tots els països membres de les Nacions Unides poden unir-se a la plataforma i els seus membres estan compromesos amb la construcció de la PIBSE com a òrgan intergovernamental líder per a l'avaluació de l'estat de la biodiversitat del planeta, els seus ecosistemes i els serveis essencials que presten a la societat.
La PIBSE proporciona un mecanisme reconegut tant per les comunitats científica com per la política per sintetitzar, revisar, analitzar i avaluar críticament les informacions i els coneixements rellevants generats al món pels governs, les institucions acadèmiques, organitzacions científiques, organitzacions no governamentals, així com els pobles indígenes i les comunitats locals. Es tracta d'un grup creïble d'experts en la realització d'avaluacions de la informació i el coneixement d'una manera transparent. La PIBSE és única, ja que tindrà com a objectiu enfortir la capacitat per a l'ús efectiu de la ciència en la presa de decisions a tots els nivells.
La PIBSE també tindrà com a objectiu atendre les necessitats dels acords ambientals multilaterals que estan relacionats amb la biodiversitat i els ecosistemes: ls Conveni sobre la Diversitat Biològica (CDB), la Convenció sobre el Comerç Internacional d'Espècies Amenaçades de Fauna i Flora Silvestres (CITES), la Convenció sobre Espècies Migratòries (CMS), la Convenció de Ramsar sobre els Aiguamolls, la Convenció del Patrimoni Mundial (WHC) de la UNESCO, el Tractat Internacional sobre els Recursos Fitogenètics per a l'Alimentació i l'Agricultura (TIRFAA) i la Convenció de les Nacions Unides per la Lluita contra la Desertificació (UNCCD). La PIBSE es basarà en els processos existents que garanteixen la sinergia i la complementarietat en el treball de l'altre.
El Programa de les Nacions Unides per al Medi Ambient (PNUMA) proporcionarà la Secretaria de la Plataforma, que operarà a partir de Bonn, a Alemanya.